# Ana Francisca de Borja y Doria
Ana Francisca Hermenegilda de Borja y Doria, condesa de Lemos, född 1640 i Gandía, död i juli 1706 i Madrid, var en peruansk vicedrottning genom sitt äktenskap med Pedro Antonio Fernández de Castro, greve de Lemos, som var vicekung i Peru 1667–1672. Under sin makes frånvaro mellan den 7 juni och 12 november 1668 fungerade hon som guvernör över Vicekungadömet Peru och därmed som Perus första guvernör av sitt kön. 